# Vladimirovo, Haskovo
Vladimirovo (în bulgară Владимирово) este un sat în comuna Topolovgrad, regiunea Haskovo,  Bulgaria. 

## Demografie
Componența etnică a satului Vladimirovo
     Bulgari (97,14%)
     Nicio identificare (2,85%)
     Altele (0%)
La recensământul din 2011, populația satului Vladimirovo era de 35 locuitori. Din punct de vedere etnic, majoritatea locuitorilor (97,14%) erau bulgari. Pentru 2,85% din locuitori nu este cunoscută apartenența etnică.